# Campionato del mondo di hockey su slittino - Gruppo B 2009
Il campionato del mondo di hockey su slittino - Gruppo B 2009 è stata la seconda edizione del torneo di secondo livello. Per la prima volta il torneo si è svolto in una sede diversa dal Gruppo A: si è infatti disputato ad Eindhoven, nei Paesi Bassi anziché ad Ostrava.

## Partecipanti
Il mondiale di gruppo B 2009, che si è svolto dal 15 al 21 marzo 2009, ha visto cinque compagini partecipanti:  Estonia,  Polonia (rispettivamente 3° e 4° classificate al precedente mondiale di gruppo B),  Regno Unito,  Paesi Bassi e  Svezia.
Le prime due squadre classificate hanno avuto accesso al torneo di qualificazione paralimpica assieme alle ultime due classificate del gruppo A.

### Formula
Ogni squadra ha affrontato le altre quattro una volta. Le prime due classificate al termine del girone si sono affrontate nella gara per l'oro; terza e quarta classificata si sono affrontate nella gara per il bronzo.

### Girone
| Pos. | Squadra     | Pt. | PG | V | VOT | POT | P | GF | GS |
| ---- | ----------- | --- | -- | - | --- | --- | - | -- | -- |
| 1.   | Svezia      | 12  | 4  | 4 | 0   | 0   | 0 | 19 | 2  |
| 2.   | Estonia     | 9   | 4  | 3 | 0   | 0   | 1 | 23 | 5  |
| 3.   | Polonia     | 6   | 4  | 2 | 0   | 0   | 2 | 18 | 7  |
| 4.   | Regno Unito | 3   | 4  | 1 | 0   | 0   | 3 | 9  | 35 |
| 5.   | Paesi Bassi | 0   | 4  | 0 | 0   | 0   | 4 | 2  | 23 |

### Finali

#### Finale per il bronzo
| 21 marzo 2009 Ore 11 | Polonia | 5-1 (0-0; 3-0; 2-1) | Regno Unito | Eindhoven Paesi Bassi |

#### Finale per l'oro
| 21 marzo 2009 Ore 16 | Svezia | 0-1 (0-1; 0-0; 0-0) | Estonia | Eindhoven Paesi Bassi |

L'Estonia si è aggiudicata il mondiale di gruppo B 2009. Entrambe le finaliste hanno diritto a partecipare al torneo di qualificazione paralimpico.